# Internationale soennitische conferentie in Grozny
Eind augustus 2016 vond een internationale soennitische conferentie in Grozny plaats. In deze Tsjetsjeense hoofdstad waren ruim tweehonderd islamitische shariageleerden bijeen om vast te stellen welke stromingen tot de soennitische islam mogen behoren. 
Tweehonderd vooraanstaande soennitische leiders uit Europa, Turkije, Jordanië, Jemen, Syrië en Rusland waren uitgenodigd met als eregasten de leiders van de Al-Azhar in Egypte. Saoedi-Arabië was niet uitgenodigd. Egypte stuurde een zware afvaardiging. Ahmed el-Tayeb, de grootmoefti van de Al-Azhar-moskee en universiteit, stond aan het hoofd van de Egyptische delegatie. Hij had kritiek op het sektarisch geweld.
In de slotverklaring werd het salafisme, een orthodoxe stroming binnen de islam waartoe het Saoedische wahabisme behoort, niet genoemd. Daarmee werd het door de deelnemers in feite buiten de soennitische islam geplaatst. Daarentegen werd het soefisme, een mystieke stroming die door salafisten als een dwaalleer wordt gezien, wél meegeteld.
Ook stond in deze slotverklaring dat de conferentie ‘een belangrijk en noodzakelijk keerpunt is in de strijd om een einde te maken aan de gevaarlijke dwaling binnen de soennitische gemeenschap na pogingen van extremisten om deze titel te claimen en te monopoliseren.’
De aanwezige soennitische geestelijken concludeerden dat het soennisme 'een gevaarlijke deformatie heeft ondergaan als gevolg van pogingen door extremisten om het soennisme over te nemen en het te reduceren tot wat zij er van maken.'